# معهد الدراسات والبحوث البيئية (جامعة مدينة السادات)
معهد الدراسات والبحوث البيئية بجامعة مدينة السادات، هو معهد يختص بالدراسات العليا من دبلوم وماجستير ودكتوراه في مجال علوم البيئة في شتى المجالات مع التركيز على البيئة الصحراوية. تأسس المعهد عام 2005  كجزء من جامعة المنوفية بمدينة السادات في مصر، ثم أصبح تابعاً لجامعة مدينة السادات عندما انفصلت عن جامعة المنوفية في 25 مارس عام 2013.

## أقسام المعهد
يشمل المعهد على 3 أقسام علمية:
- التنمية المتواصلة للبيئة الصحراوية وإدارة مشروعاتها.[5]
- تقويم الموارد الطبيعية والتخطيط لتنميتها.[6]
- مسوح الموارد الطبيعية في النظم البيئية.[7]